# توماس ام. نوروود
توماس ام. نوروود (به انگلیسی: Thomas M. Norwood) سناتور سابق عضو حزب دموکرات ایالات متحده آمریکا بود. وی در سال ۱۸۷۱ تا ۱۸۷۷ میلادی سناتور ایالت جورجیا در سنای ایالات متحده آمریکا بود.